# Turanogryllus aurangabadensis
Turanogryllus aurangabadensis is een rechtvleugelig insect uit de familie krekels (Gryllidae). De wetenschappelijke naam van deze soort is voor het eerst geldig gepubliceerd in 1980 door Vasanth.